# Liv(e)
|  | Denne artikel er oprettet af botten Steenthbot ud fra en ekstern database. Den kan derfor have sproglige fejl eller mangler. Denne skabelon kan fjernes efter kontrol af indholdet. |

Liv(e) er en dansk kortfilm fra 2015 instrueret af Denise Kræmer Jacobsen.

## Handling
Liv er ensom. Engang delte hun sin passion for fotografering med sin far, men nu er han død. Kameraet var en gave fra faderen, og da det går i stykker, rykker mindet om han endnu tættere på. Hun genoplever deres sidste dage sammen.

## Medvirkende
- Marie Askehave, Mor
- Lai Yde Holgaard, Vic
- Nynne Karlsen, Liv